# Sara Bottarelli
Sara Bottarelli, née le 8 octobre 1990 à Gardone Val Trompia, est une coureuse de fond italienne spécialisée en course en montagne. Elle a remporté la médaille de bronze aux championnats d'Europe de course en montagne 2016 et a remporté deux titres de championne d'Italie en course en montagne et trail.

## Biographie
Après une carrière junior prometteuse en athlétisme sur piste et en cross-country, Sara peine à convaincre lors de son passage en senior. Elle s'essaie à la course en montagne en 2013 et se révèle de véritables qualités dans cette discipline en réalisant une excellente course lors de Drei Zinnen Alpine Run. Parvenant à suivre le rythme soutenu de Renate Rungger. Elle décroche contre toute attente la deuxième place à quatorze secondes de cette dernière. Elle obtient sa première sélection internationale pour les championnats d'Europe de course en montagne 2015 à Porto Moniz où elle obtient la 28e place.
Sara connaît une excellente saison 2016. Le 15 mai, elle effectue une excellente course au Trophée Nasego. Lançant son attaque au septième kilomètre, elle double Alice Gaggi et Emmie Collinge et s'installe confortablement en tête, creusant l'écart. Elle remporte la victoire avec près de cinq minutes d'avance sur ses rivales. La course comptant comme championnats d'Italie de course en montagne longue distance, elle décroche le titre. Prenant part aux championnats d'Europe de course en montagne à Arco, elle se retrouve à nouveau à la lutte avec Emmie Collinge et Alice Gaggi. La Britannique parvenant à prendre le meilleur sur les Italiennes pour décrocher le titre, Sara décroche la troisième marche du podium à seize secondes derrière Alice. Avec Valentina Belotti sixième, les Italiennes triomphent au classement par équipes. Le 7 août, elle fait face à Alice Gaggi et Elisa Desco au Fletta Trail. Prenant d'emblée les commandes, Sara mène la course sur un rythme soutenu, larguant ses rivales. Elisa effectue une solide remontée en fin de course mais Sara accélère pour ne pas se faire rattraper et franchit la ligne d'arrivée en 1 h 41 min 9 s, signant un nouveau record du parcours. Le 21 août, Sara confirme son statut de dominatrice des courses de distance semi-marathon. Lors du San Fermo Trail, elle mène la course de bout en bout et s'impose avec près d'une minute d'avance sur Debora Cardone. L'épreuve comptant comme championnats d'Italie de trail court, Sara décroche son deuxième titre national. Le 11 septembre, elle décroche la huitième place aux championnats du monde de course en montagne à Sapareva Banya et remporte l'or par équipes avec le même trio qu'à Arco. Le 17 septembre, elle s'élance sur le parcours raccourci de la Drei Zinnen Alpine Run en raison de chutes de neige. Dominant les débats, elle s'impose avec plus de 3 min 30 s sur Elena Casaro.
Elle décide ensuite de s'orienter vers le marathon avec comme objectif une participation aux Jeux olympiques d'été de 2020. Elle met cependant sa carrière sportive entre parenthèses et donne naissance à sa première fille en décembre 2018. Deux ans après, elle devient mère pour la seconde fois.

## Vie privée
Elle est la nièce de la coureuse de fond Valentina Bottarelli.

## Palmarès

### Course en montagne
| no  | féminin            | Course                                                           | Longueur | Départ            | Temps           |
| --- | ------------------ | ---------------------------------------------------------------- | -------- | ----------------- | --------------- |
| 52e | Médaille d'argent  | Drei Zinnen Alpine Run                                           | 17,5 km  | 8 septembre 2013  | 1 h 49 min 43 s |
| 72e | Médaille de bronze | Drei Zinnen Alpine Run                                           | 17,5 km  | 13 septembre 2014 | 1 h 54 min 20 s |
|     | Médaille de bronze | Castle Mountain Running                                          | 9,4 km   | 26 septembre 2015 | 46 min 41 s     |
| 42e | Médaille d'or      | Championnats d'Italie de course en montagne longue distance      | 20,6 km  | 15 mai 2016       | 1 h 54 min 44 s |
| 3e  | Médaille de bronze | Championnats d'Europe de course en montagne                      | 8,54 km  | 2 juillet 2016    | 44 min 24 s     |
| 15e | Médaille d'or      | Fletta Trail                                                     | 21 km    | 7 août 2016       | 1 h 41 min 9 s  |
| 20e | Médaille d'or      | Championnats d'Italie de trail court                             | 23 km    | 21 août 2016      | 2 h 25 min 13 s |
|     | Médaille de bronze | Mémorial Partigiani Stellina                                     | 11 km    | 28 août 2016      | 1 h 21 min 52 s |
| 8e  | 8e                 | Championnats du monde de course en montagne                      | 7,3 km   | 11 septembre 2016 | 42 min 46 s     |
| 26e | Médaille de bronze | Drei Zinnen Alpine Run                                           | 12 km    | 17 septembre 2016 | 1 h 16 min 24 s |
| 23e | Médaille d'argent  | Fletta Trail                                                     | 21 km    | 13 août 2017      | 1 h 44 min 9 s  |
| 2e  | Médaille d'argent  | Trophée Vanoni                                                   | 5 km     | 22 octobre 2017   | 22 min 55 s     |
| 4e  | 4e                 | Championnats d'Europe de course en montagne - Montée et descente | 17,6 km  | 3 juillet 2022    | 1 h 20 min 20 s |
| 31e | Médaille d'argent  | Fletta Trail                                                     | 21 km    | 7 août 2022       | 1 h 44 min 22 s |
| 9e  | Médaille d'or      | Drei Zinnen Alpine Run                                           | 17,5 km  | 10 septembre 2022 | 1 h 46 min 59 s |
| 18e | Médaille d'or      | Drei Zinnen Alpine Run                                           | 17,5 km  | 9 septembre 2023  | 1 h 47 min 0 s  |
| 15e | Médaille d'or      | Drei Zinnen Alpine Run                                           | 9,8 km   | 14 septembre 2024 | 52 min 53 s     |

### Route
| Année | Compétition                  | Lieu               | Place | Épreuve       | Temps           |
| ----- | ---------------------------- | ------------------ | ----- | ------------- | --------------- |
| 2015  | Semi-marathon de Garda       | Padenghe sul Garda | 1re   | Semi-marathon | 1 h 17 min 46 s |
| 2017  | Semi-marathon de Rovigo      | Rovigo             | 3e    | Semi-marathon | 1 h 16 min 17 s |
| 2017  | Semi-marathon Città di Crema | Crema              | 1re   | Semi-marathon | 1 h 15 min 11 s |

## Records
| Épreuve       | Performance    | Date              | Lieu           |
| ------------- | -------------- | ----------------- | -------------- |
| 800 mètres    | 2 min 28 s 58  | 3 mai 2012        | Brescia        |
| 1 500 mètres  | 4 min 51 s 60  | 17 juin 2008      | Rodengo-Saiano |
| 3 000 mètres  | 9 min 55 s 17  | 13 avril 2022     | Rodengo-Saiano |
| 5 000 mètres  | 17 min 26 s 68 | 13 septembre 2012 | Brescia        |
| 10 000 mètres | 34 min 46 s 81 | 9 avril 2016      | Chiari         |
| 5 kilomètres  | 16 min 41 s    | 12 août 2016      | Parre          |
| 10 kilomètres | 35 min 5 s     | 9 septembre 2017  | Dalmine        |
| Semi-marathon | 1 h 13 min 5 s | 29 septembre 2024 | Lugano         |